# San Domenico (Fiesole)
Koordinaten: 43° 48′ 4,2″ N, 11° 17′ 9,3″ O

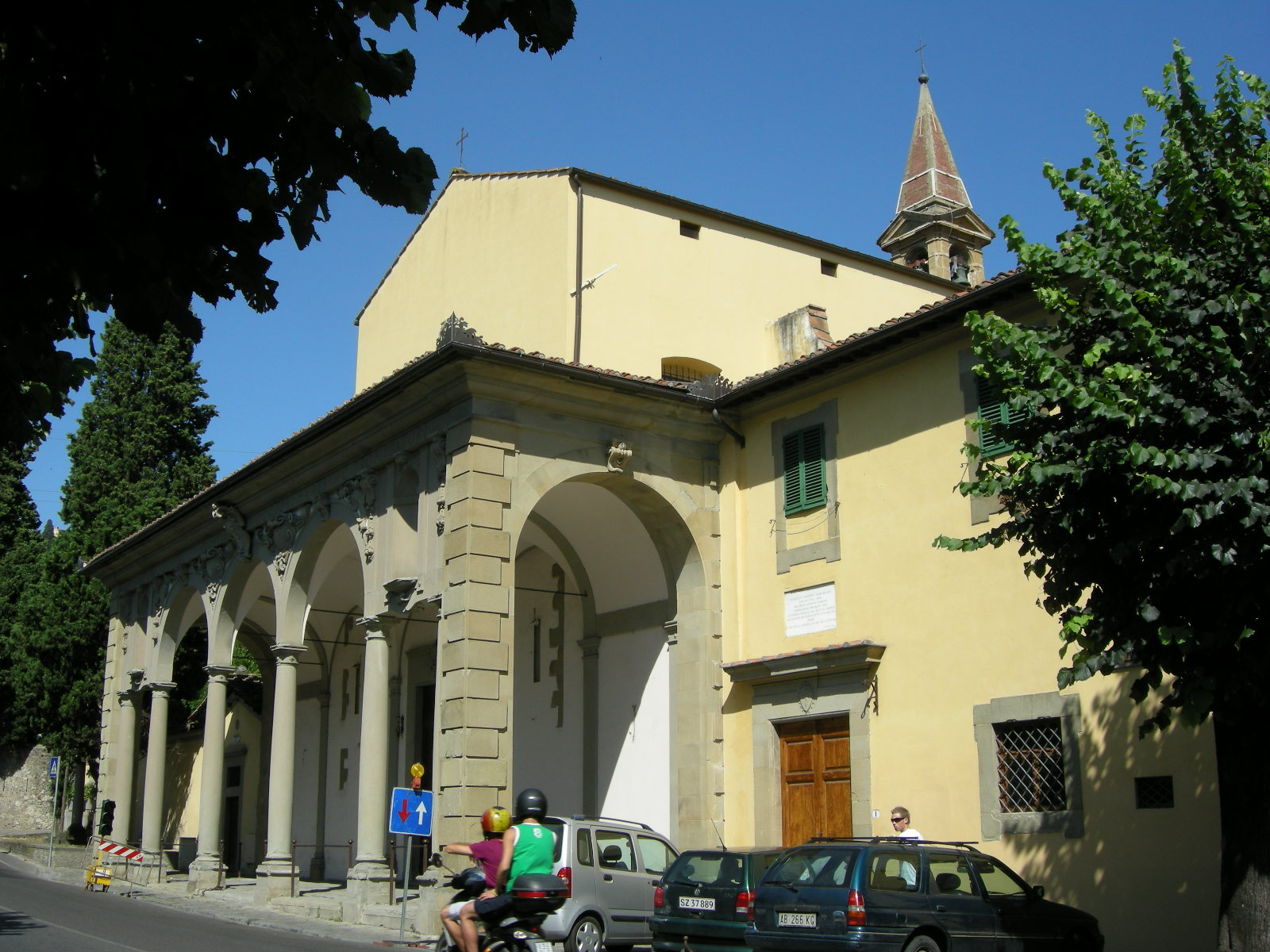
San Domenico di Fiesole

Das Dominikanerkloster San Domenico in Fiesole, Metropolitanstadt Florenz (FI), Italien, wurde 1406 gegründet. Es war die geistige Heimat mehrerer Persönlichkeiten, wie Fra Angelico, der hier um 1420 sein Mönchsgelübde ablegte, und Antonino Pierozzi.
Arnold Böcklin hat die letzten Jahre seines Lebens in der Nachbarschaft des Klosters in der Villa Bellagio verbracht.